# Mechmech (Akkar)
Mechmech è un centro abitato e comune (municipalité) del Libano situato nel distretto di Akkar, governatorato di Akkar.